# أوبريت شهر العسل
أوبريت شهر العسل، وهو الجزء الثاني من سلسلة الأوبريت. قدم في عام 1978 وهو الجزء الأجمل من حيث تطور القصة وتعدد الالحان، هذا الجزء استمر في بطولته الثنائي عبد الحسين عبد الرضا وسعاد عبد الله ولكنه من إخراج المخرج الكبير فيصل الضاحي زوج الفنانة الكبيرة سعاد عبد الله، أيضاً هذا الجزء حقق شهره كبيره وقد يكون الجزء الأشهر من سلسلة هذا الاوبريت.

## قصته
تتطور القصة ويتزوج راشد وأمينة وبعد هذا الزواج تبدأ المشاكل من تذمر الزوجة من فقر زوجها والغاءه لشهر العسل ويتطور إلى مداعباته لها فترضى لكن سرعان ما تغضب بعد أن يبدأ في ذم والدها فترد هي عليها بالتذمر من أمه وينتهي الأوبريت بتصالهحما وبقاء الحب بينهما.

## كلمات الأوبريت
الله يا امون يا حلو العسل.. وين العسل.. شايف أنت الحين أنت جدامك عسل.. اجل اجل.. صارلي جم يوم ناقع بالعسل..بس موذاك العسل مال النحل.. شنهو عيل.. العسل مال الشهر وهلاله هل.. شهر العسل.
ايه يبه شهر العسل.. شهر السمر.. شهر السفر.. السفر والنور من حسنج ظهر جنج فنر.. بتغيشم قصدي مو نور الفنر.. قصدي السفر.. ايه مو قلنا نبي نعيد النظر.. وش هالخبر.. عاد يا شين اللي وعد نكر.. خو ما كفر.. واعدج واليوم فلس وانجبر.. يلغي السفر.. والصبر امون ما منه مفر.. لو جم شهر.. يالله قومي الحوش واخذلج صور.. That is Better.. ايه روح لحوشنا يم النهر.. تحت الشير.. انا ماعندي بخت مثل البشر.. والله قهر..
أي ليش زعلانه جذي ش اللي حصل.. مركبج طبعان ولاما وصل.. لاتحاجيني ترى دمك ثقل.. هذا مو شهر العسل شهر البصل.. لا لاتطرين اسمه هالغبر..ما ابي يبقى له في مطبخنا اثر.. خلي بالج لي خلص هذا الشهر خلي بالج.. عدي الشهر الياي هو شهر الشكر.. واللي عقبه الدبس.. واصناف الثمر.. والفواكه كلها.. ورقي حمر.. شتقولين بهالطريقه يا قمر.. كل شي في شيره نسويله شهر.. المهم الحب لي منه استمر.. يستمر هذا الشهر.. دب الدهر.. لين يجي يوم ونبخصه..كل شي يضعف هقوتي.. حتى العقل واصير انا حقج عصا..
هاو ليش يا حسرتي.. شوفج يقل.. بس ليش مو انا العصا.. وانا شنهي شغلتي أنت الطبل.
ذيك الساع يا امون.. ولما احفادنا يكبرون.. وتوهم بالعسل يبدون.. واحنا وقتها شنكون.. ذيك الساع يا امون.. ناكل البصل مطحون.. قومي يا امون شوفي التيلفون.. يا حليل أبوي.. يسأل علي.. امنوه وين راح أبوج راح الجبرة.. شييبلج؟؟ خيشه بصل.. خيشة بصل.. بس.. ويبس.. ييبس عظام العدو من عرفتك حاط بس دوبك ودوبه هالابو.. لا تلوميني ترى مو مني.. هالتصرف صار غصبن عني.. أبوج يوم اني اخطبج جنني.. لولا تفكيري وعقلي وفني.. جان ولد الكبش خيب ظني.. قايلتلك يوز من هالربربه.. هم تنرفزتي شقلنالج يبه.. قول يجرحني ولازم تسحبه.. تقصدين الكبش حاضر نسحبه..
أبوج يا عمري عسى عمره يطول.. يوم رحت اخطبج منه قام يحوس.. قلتله وانا على خبرج خجول.. الزواج الحب مو زود الفلوس..
قام يحقرني ويقول أنت مهبول.. يايني يالهيس تعطيني دروس.. لو تنقص فلس واحد ماقبول.. ما يفيد بهالزمن غير الفلوس.. قاصره يحطج ويصيح بجم اقول.. بجم اقول بجم هالبنت العروس.. المهم اني عطيتك خطة من راس عاشق.. أنت أبوي ارهن بويتك وامي تقنعه ويوافق.. وافق المسكين ليتك تعذره ما كان واثق.. ياب الفلوس وعطاني اياهم.. جان تبيهم تراهم كاهم.. قوم ودهم.. والفوايد ماهم لازم فلوس الربا وياهم.. أبوي حمدلله فلوسه زايده وعمره ما ياخذ من أحد فايده.. وان سأل عن هالفلوس الوايده.. قول بعت البيت ماني برايده.. جان يفلعني وهذي جايده.. عيا اصبر جم شهر
وشلون نبني ؟.. بين ناقص دور بنيانه نهبني.. رحت للبنك ابي سلفه وما وهبني.. قالي وين ورقة بيتك يا ابني.. عند أبوي اطلبها منه وان جحتني.. ما يجحتك روح جرب.. قول بنتك طرشتني..يعني فكرج ما يعصب.. تبي تورطني لقتني.. هذا واحد ما يوجب.. لي صرخ بطني لوتني لي صهل بطني لوتني.. نظرة عيونه تكهرب وارتجف لي طالعتني.. يالله بسك لا تربرب.. زين بل كلتني..
ليش ويهج صار مرعب.. ليش يعني محاربتني.. صارلك ساعه تعيب.. ناسي امك يوم يتني ويوم يت البيت لأمي وخطبتني.. واي يا امك يوم انها اشبكتني.. يعني بتسلم علي وخرعتني.. وامردتني وامرستني واقرصتني.. قمت اصرخ يمه فكيني ذبحتني.. ما كفاها كل هذا وغافلتني.. حطت ايديها بشعري ومجعتني.. جان ادزها لوما امي جودتني.. جان امجعها مثل ما مجعتني.. امي يوم انها رجعت ما علمتني.. ليش سوت لج جذي.. يعني فحصتني.
وفحصت روحج إذا روحج هوتني.. هاه.. وفحصت روحج إذا روحج هوتني.. لا.. ولاقلبج ؟.. ولاحتى سألتني..
والله ما قصرتي يا يمه.. فحصتيلي امينه.. البودي كله تفحصينه وتخلين المكينه.. ويرددها كثيراً.
قعدي امونه علامج واقفه.. بعدي ما كملتلك هالسالفه.. امك اللي تقول عنها ما تعيل.. قاعده وحق التنغز طارفه.. ناشبتني ليه شعرج مو طويل.. ليش يا بنيتي خدودج ناشفه.. واهيا ليش انها متينه وجنها فيل.. عاد تسألني علامج ضاعفه.. امك اللي انشاف منها مو قليل.. عن كلام الزين امك حالفه.. مستحيل انسى فعلها مستحيل.. ذول ناس كبار مثلج عارفه.. وانا وياج جمعتنا العاطفة. ما تفرقنا سوالف هايفه.. وجان زعلانه وراسج ناشفه.. انا اسف.. وانا أيضاً أسفه.